# Zwentendorf
Zwentendorf est une commune autrichienne du district de Tulln en Basse-Autriche.

## Géographie
Zwentendorf s'étend sur le bassin sédimentaire de Tulln, en rive sud du Danube.

## Histoire
La ville a fait la une des médias dans les années 1970, en tant que site d’accueil de la première centrale nucléaire privée d'Autriche, qui fut effectivement construite, mais dont la mise en service fut définitivement abandonnée à la suite du référendum du 5 novembre 1978, où le « non » l'emporta à 50,47 % des suffrages. Aujourd'hui cette « centrale fantôme » se visite comme un musée, des pièces ont été démontées pour rééquiper des centrales jumelles en Allemagne, qui elles-mêmes ont vu leur licence d'exploitation stoppée net le 15 mars 2011, à la suite de la catastrophe nucléaire de Fukushima, par décision fédérale.
Aujourd'hui des panneaux photovoltaïques à montage vertical ont été placés en haut du bâtiment réacteur ainsi que sur le toit-terrasse des bâtiments réacteurs et de la salle des machines attenante, ainsi que sur la pelouse adjacente à l'îlot nucléaire. Alors que la centrale avait une puissance de 750MW, les panneaux solaires s'étalant sur 14 hectares de terrains n'auront qu'une puissance maximum de 3MW.